# Vähäheikkilä
Vähäheikkilä est un quartier des districts de centre-ville et Skanssi-Uittamo à Turku en Finlande,.

## Description
Les quartiers voisins sont Martti au nord, Korppolaismäki à l'ouest, Mäntymäki et Luolavuori à l'est et Puistomäki au sud.
Vähäheikkilä abrite, entre-autres, l'école professionnelle Spesia (fi).

## Galerie

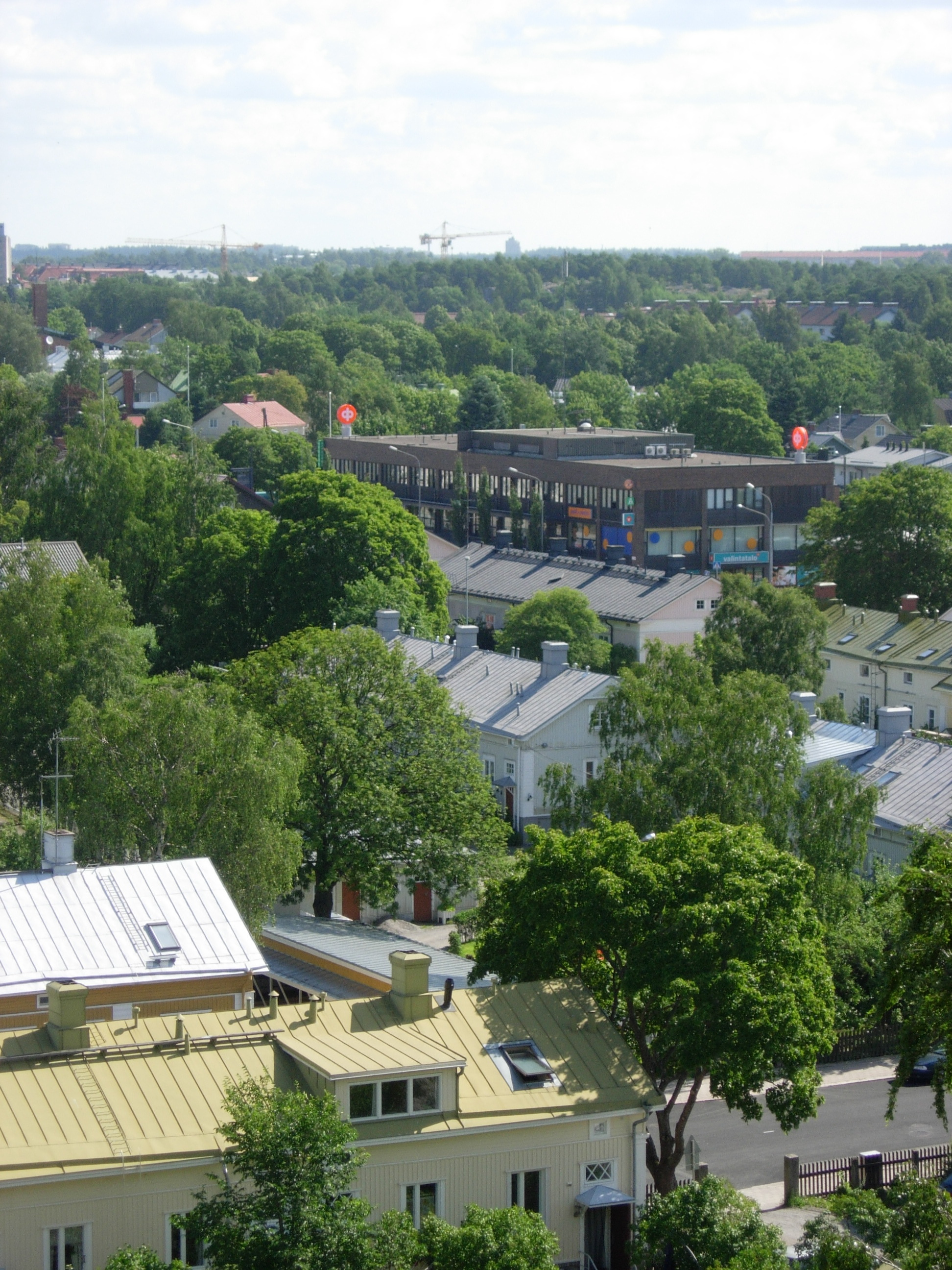
Centre commercial de Kupittaankatu.
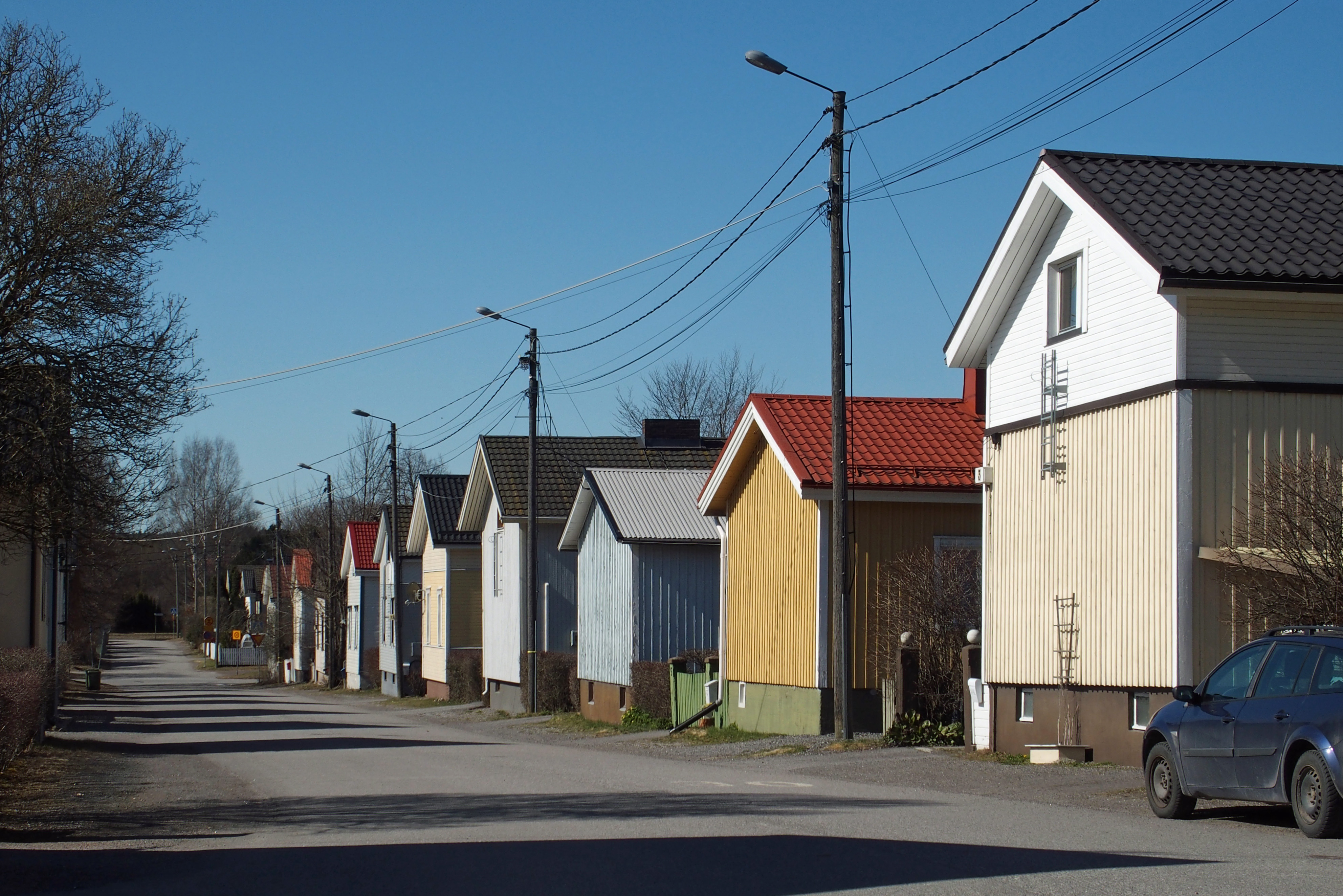
Rue Niilonkatu.
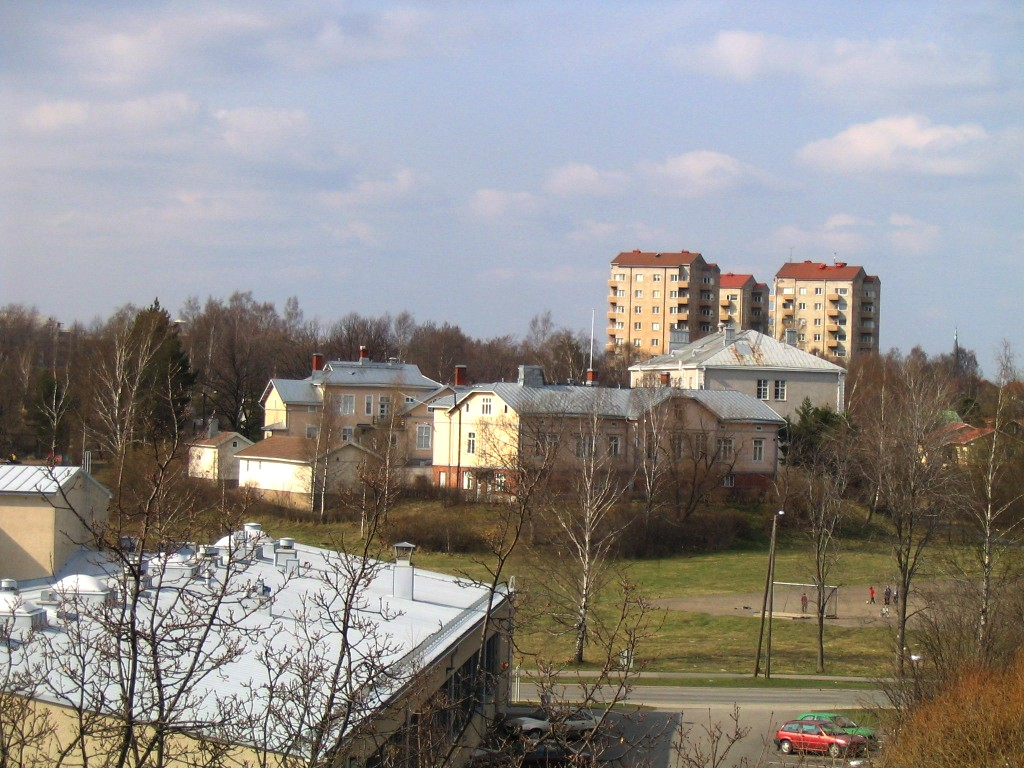
École de Vähäheikkilä.